# Jamila Chihi
Pour les articles homonymes, voir Chihi.
Jamila Chihi (arabe : جميلة الشيحي) est une actrice tunisienne, notamment connue pour son rôle de Zeineb Labiedh dans la série humoristique Choufli Hal.

## Biographie
Jamila Chihi débute au cinéma dans deux longs métrages : Les Siestes grenadine (1999) de Mahmoud Ben Mahmoud puis dans Le Chant de la noria (2002) d'Abdellatif Ben Ammar.
En 2005, elle obtient le rôle de Zeineb dans la série télévisée Choufli Hal, rôle qui la rend populaire auprès du public tunisien. Par la suite, elle obtient le rôle de la mère de Kenza dans la série Casting. En 2011, elle tient le rôle de Malek dans la série Maître Malek diffusée par la Télévision tunisienne 1.
Au théâtre, elle joue en 2010 dans La vie à corps perdu de Noomen Hamda et Désir de Chedly Arfaoui.

## Filmographie

### Cinéma

#### Longs métrages
- 1999 : Les Siestes grenadine de Mahmoud Ben Mahmoud : Anissa
- 2002 : Le Chant de la noria d'Abdellatif Ben Ammar
- 2004 : Parole d'hommes de Moez Kamoun (ar)
- 2016 : Woh ! d'Ismahane Lahmar
- 2019 : Porto Farina d'Ibrahim Letaïef : Fatma

#### Courts métrages
- 2000 : Clé de sol de Chawki Mejri
- 2004 : Signe d'appartenance de Kamel Cherif
- 2004 : Visa d'Ibrahim Letaïef
- 2010 : Tiraillement de Najwa Slama Limam

### Télévision

#### Séries
- 1998 : Îchqa wa Hkayet de Slaheddine Essid
- 2000 : Ya Zahra Fi Khayali d'Abdelkader Jerbi : Fatma
- 2004 : L'Instit (épisode 3 de la saison 9 : Carnet de voyage : la Tunisie) de Gérard Klein : Amina Keraoui
- 2005-2009 : Choufli Hal de Slaheddine Essid et Abdelkader Jerbi : Zeineb Labiedh
- 2010 : Casting de Sami Fehri : mère de Kenza
- 2011 : Maître Malek de Fraj Slema : Malek Ben Othman
- 2012-2014 : Maktoub (saisons 3-4) de Sami Fehri : mère d'Aïsha
- 2012 : Dar Louzir de Slaheddine Essid : cliente du café
- 2013 : Allak Essabat de Ghazi Zaghbani
- 2013 : Caméra Café (saison 1) d'Ibrahim Letaïef : Mouna
- 2015 : Naouret El Hawa (saison 2) de Madih Belaïd : Fatma Berhouma
- 2015 : Le Risque de Nasreddine Shili
- 2015-2016 : Awled Moufida de Sami Fehri
- 2016-2017 : Taht El Moura9aba (série algérienne) : Karima (Koukou) Abdeldjabbar
- 2017 : Hedhoukom d'Abdelhamid Bouchnak
- 2017 : Lemnara d'Atef Ben Hassine
- 2017 : Bolice 4.0 de Majdi Smiri
- 2019 : Ali Chouerreb (saison 2) de Madih Belaïd et Rabii Tekali : Bornia
- 2019-2020 : Nouba d'Abdelhamid Bouchnak : Monia
- 2022 : Ken Ya Makenech (saison 2) d'Abdelhamid Bouchnak : la magicienne
- 2025 : Harrissa Land de Zied Litayem : Habiba

#### Téléfilms
- 2003 : Khota Fawka Assahab d'Abdellatif Ben Ammar
- 2009 : Choufli Hal d'Abdelkader Jerbi : Zeineb Labiedh
- 2025 : Harrissa Land de Zied Litayem : Habiba

#### Émissions
- 2012 : Le Crocodile (épisode 15) sur Ettounsiya TV
- 2013 : El Zilzal (épisode 19) sur El Hiwar El Tounsi
- 2014 : L'anglizi (épisode 13) sur Tunisna TV

## Théâtre
- 1997 : Les Feuilles mortes, texte d'Ezzedine Gannoun et Leila Toubel, mise en scène d'Ezzedine Gannoun
- 2010 : Désir, adaptation tunisienne de la pièce Un tramway nommé Désir sur une mise en scène de Chedly Arfaoui
- 2010 : La Vie à corps perdu (Kasr Echouk) de Noomen Hamda
- 2014 : 3 Nsé, adaptation tunisienne de la pièce Le Clan des divorcées sur une mise en scène de Noomen Hamda
- 2015 : K.O de Jamila Chihi et Noomen Hamda